# 木口千佳
木口 千佳（きぐち ちか、1983年8月14日 - ）は、日本のギャルママモデル。埼玉県出身。162センチメートル、44キログラム。一児の母で、ギャルママ雑誌『I LOVE mama〔アイラブママ〕』に専属モデル（ラブモ）として登場している。

## 出演

### 雑誌
- 『I LOVE mama』（専属）

### イベント
- 『I LOVE mama × MEGA WEB 美ママとちびコのラブかわGW』（『I LOVE mama』／トヨタ自動車、2010年5月2日）
  -  共／大工原里美、日菜あこ[5]
- 『夢見るMYマイメロディ展』（六本木ヒルズ、2012年2月22日〜2012年3月5日）
  -  共／青木美沙子、浅野忠信、有本ゆみこ、五十嵐圭、太田莉菜、乙葉、加藤夏希、鹿島沙希、girl next door、金子亜貴子、神田うの、氣仙えりか、木戸美歩、清川あさみ、熊谷ゆかり、黒崎えり子、河野純子、国生さゆり、小島藤子、虎南有香、小日向えり、小山典子、さくらまや、佐田真由美、佐藤琢磨、関根和美、TAO、ダイアモンド☆ユカイ、高木万平、高木心平、高杉さと美、土屋アンナ、てんちむ、中原佳美、双木昭夫、原田真里子、日菜あこ、舟山久美子、bump.y、真島茂樹、松井珠理奈、松岡里枝、マロン、松島花、水川あさみ、水木一郎、misono、三原勇希、三船美佳、武藤敬司、望月海羽、ももいろクローバーZ、桃華絵里、安めぐみ、山口裕子[6]

### テレビ
- 『プリママ』（2011年4月2日〜 、KBS京都）
  - 共／仲本沙織、日菜あこ、野田華子、大工原里美、孫きょう、新井千佳、白井ゆかり、白戸彩花、鈴木明理[7]
- 『『ぷっ』すま』（2011年5月17日、テレビ朝日）[8]
  - 共／野田華子、白戸彩花、中津由香里、久保綾音、亀澤有未、仲本沙織、大城真帆、岩田まいり、川端さき、杉山優美、津久井奈津実、青沼萌子も出演[9]
- 『ズームイン!!SUPER』（2010年9月6日、日本テレビ）[8]
  - 共／山下綾子（『I LOVE mama』編集長）、日菜あこ、東海由香里、鈴木明理も出演[10]
- 『スッキリ!!』（2010年3月18日／19日、日本テレビ）[8]
  - 共／大工原里美、日菜あこも出演[11]

### その他
- テレビCM：『mamaごはん』（2010年6月17日公開、味の素）
  -  共／北斗晶、大工原里美、日菜あこ[12]
- 音楽PV：「Dear Lady」（上松秀実、2009年11月18日発売）
  -  共／琉奈、日菜あこ[13]